# Kljake
Kljake – wieś w Chorwacji, w żupanii szybenicko-knińskiej, w gminie Ružić. W 2011 roku liczyła 261 mieszkańców.